# Aleksander Chodźko
Aleksander Borejko Chodźko (30. srpna 1804 Krzywicze – 27. prosince 1891 Noisy-le-Sec) byl polský básník, orientalista, slavista a diplomat. Byl prvním evropským vědcem, který zkoumal perský folklór. Jako jeden z prvních se také vědecky věnoval kurdštině.
Narodil se v polské šlechtické rodině na území dnešního Běloruska (tehdy Ruského impéria). Na střední škole byl žákem básníka Tomasze Zana. V letech 1820 až 1823 studoval na Carské univerzitě ve Vilniusu. Na přelomu let 1823 a 1824 byl uvězněn za členství v tajném spolku filomatů. V roce 1824 odešel do Petrohradu, kde na tamní univerzitě vystudoval východní jazyky a literatury. V Petrohradu vydal roku 1829 svou knihu básní, která obsahuje i slavnou baladu Maliny. Od roku 1830 pracoval v ruských diplomatických službách a pobýval na konzulárních úřadech v Teheránu a Raštu, kde se stal nakonec konzulem. Během svého pobytu v Íránu studoval perštinu, perské ústní tradice a perskou literaturu. V Persii byl do roku 1841, poté cestoval po Řecku a Itálii. V roce 1842 se usadil v Paříži, kde zpočátku pracoval ještě pro Rusy, ale v letech 1852 až 1855 již pro francouzské ministerstvo zahraničí. Publikoval mnoho pojednání o orientální a slovanské filologii, etnografii a literatuře Blízkého východu, a to v angličtině a francouzštině. V letech 1857 až 1883 byl profesorem slovanských literatur na Collège de France, kteroužto pozici převzal od Adama Mickiewicze. Na této škole učil až do odchodu do důchodu v roce 1883. Mickiewicz byl jeho blízkým přítelem, prostřednictvím něj také Chodźko podlehl vlivu Andrzeje Towiańského a jeho mesiášské sekty. Byl pohřben na hřbitově Les Champeaux v Montmorency, největším polském hřbitově v Paříži.